# Utricularia kamienskii
Utricularia kamienskii — вид рослин із родини пухирникових (Lentibulariaceae).

## Середовище проживання
Цей вид є ендеміком Австралії, де він зустрічається на Північній території на схід від Арнемського укосу.
Цей вид зустрічається в гільгай — сезонних пониженнях в природних хвилястих ландшафтах і іноді в порушених районах, таких як піщані шахти, росте у воді над піском.